# Lipocarpha nana
Lipocarpha nana là loài thực vật có hoa trong họ Cói. Loài này được (A.Rich.) Cherm. mô tả khoa học đầu tiên năm 1924.